# 东北救亡总会
东北救亡总会，简称“东总”，是1937年在周恩来指示下在北平成立的流亡关内的东北民众的抗日民族统一战线组织。是中共中央组织部正式认定的党的秘密外围组织。

## 历史
1936年2月，中共北方局为加强对东北流亡学生的组织和领导，在北平组建了中共东北特别支部（“东北特支”），张希尧任群运委员。
1937年2月，周恩来指示在西安的中共东北军工作委员会（“东工委”）书记刘澜波，要把东北人民和东北军官兵团结起来抵抗蒋介石在软禁张学良后的分化瓦解政策，把进步的东北军、东北人士组织起来扩大抗日民族统一战线，争取张学良将军早日恢复自由。周恩来并致函北方局书记刘少奇，要求把现有的东北各级救国团体加以整理，“建立整个东北民众救国团体联合会，在今天可以作为建立东北群众统一战线活动的中心”。3月，中央委托朱理治主持召开了“三垣会议”，东北军工作委员会与西安地下党的主要领导人员参加了会议，确定扩大抗日民族统一战线。会后，刘澜波到北平，找到北方局，与北方局领导下的东北特支接上了关系，传达了党中央的指示。北方局给东北特支发出指示：要以有组织的东北人去组织无组织的东北人，以东北人的组织来推动影响东北军，使之更进一步走向团结抗战。刘澜波、张希尧（东北大学特别支部负责人）通过苏子元请出有号召力的知名人士高崇民公开出面负责组织这一新团体。当时在北平的东北救亡团体有16个。高崇民、刘澜波、苏子元又赴上海、南京，与阎宝航、杜重远、李延禄、栗又文等商谈。根据周恩来的指示“先在上海开筹备会议，再去北平开成立大会”，1937年4月，在上海八仙桥青年会所召开了东北抗日救亡团体筹备会，参加会议的有高崇民、阎宝航、杜重远、车向忱、陈先舟、李延禄、孙昌克(孙西林)、刘澜波、栗又文、卢广绩、韩立如、赵濯华等人，会议决定救亡团体的名称为“东北抗日救亡总会”；确定总会的三项任务为：
- 拥护国共合作、共同抗日、共同建国；
- 营救张学良将军；
- 声援东北抗日联军。

会后发出1500余封告东北同乡信，分别派人到各地开展动员宣传工作。各界爱国人士捐款做抗日救亡总会的活动经费，上海海关监督丁贵堂捐款一万元。1937年5月中旬，刘澜波由上海赴延安汇报，朱理治代表不在延安的周恩来听取“东总”筹备汇报，指示抗日民族统一战线的政治基础就是抗日和不反共。毛泽东、朱德也接见了刘澜波。5月下旬，刘澜波回北平。
1937年6月20日，在北平西城崇元观五号东北大学礼堂召开“东北救亡总会”成立大会。参加大会的各方代表70余人：
- 原“东北民众抗日救国会”及其后继秘密组织“复东会”的领导人高崇民、阎宝航、车向忱、陈先舟、卢广绩等
- 东北旅平抗日救国联合会（“东联”，1936年12月20日建立）及所属16个救亡团体代表于毅夫、赵濯华、张希尧、陈大凡、宋黎、李向之[3]、张庆泰、张东之、关梦觉、王桂五、田雨时、韩立如等
- 东北军的代表刘澜波、栗又文、解方、苗勃然（中共东北军上层工作委员会书记、东北军工作委员会组织部长）
- 东北抗日联军的代表李延禄、孙山（孙昌克、孙西林）[4]
- 东北义勇军著名将领李杜的代表于炳然（李杜将军办公室主任）、刘丕光（李杜将军的秘书）、董林阁（李杜的驻港办事处长）
- 东北大学代表周鲸文（东大秘书长）
- 东北名流王之相（曾任驻苏领事、俄文法商学院院长等职）、纪元（又名纪湘涛，原为章世钊先生秘书）等
- 留学归国：张克威（留美博士，东工委“群众工作委员会”委员）、徐寿轩（留法）、杜清轩（留德）等
- 图存学会的代表王冠五、田雨时、韩立如等
- 北平、天津、上海、汉口、保定、太原、西安、淮阴等地代表何松亭（代表天津，系四平人），邹大鹏（辽阳人，沈阳兵工厂工人）等
- 另外有一百多名东北青年与会

大会主席团由高崇民、卢乃赓(卢广绩) 、栗又文、苗勃然、于炳然5人组成。高崇民致开幕词，栗又文做“东总”章程报告。大会通过了《工作报告》、《组织大纲》、《宣言》。大会选出了高崇民、阎宝航、杜重远、车向忱、陈先舟、卢广绩、李延禄、孙昌克、刘澜波、栗又文、苗勃然、于毅夫、张希尧、宋黎、王之相、邹大鹏、赵濯华、汪之力、于炳然、徐寿轩、杜清轩、王冠五、宋星池、白乙化、张庆泰、关梦觉、董林阁等东总常委30多人，并从常委中选出高崇民、阎宝航、车向忱、陈先舟、卢广绩为执行委员；栗又文为秘书长。设：
- 秘书处：主任栗又文（兼）、副主任徐仲航、张庆泰
- 组织部: 主任刘澜波、 副主任张希尧、赵濯华
- 宣传部：主任于炳然[5][6]、 副主任于毅夫、关梦觉
- 训育部：主任胡圣一 、副主任何松亭、李向之
- 联络部：主任徐寿轩、 副主任陈先舟、邹大鹏
- 军事委员会： 主任委员 李杜
- 政治委员会： 主任委员 高崇民
- 经济委员会： 主任委员 卢乃赓(卢广绩)
- 救济委员会： 主任委员 阎宝航
- 教育委员会： 主任委员 金兆梓(孟绂)

中共东总党组由刘澜波、栗又文、于毅夫、苗勃然、宋黎、张希尧、赵濯华、何松亭、邹大鹏等9人组成，书记刘澜波。受北方局东北特支领导。1937年8月东总迁南京芦席营阎宝航住所办公，周恩来指示于10月6日召开常委会，把委员制改为主席团制，扩大范围，吸收与国民党关系较深并愿意抗日的王卓然、王化一为主席团成员。1937年11月迁武昌明月桥顺直会馆办公，于炳然主持秘书处，高崇民主持组织部，于毅夫主持宣传部，徐寿轩主持训练部，陈先舟主持联络部；刘澜波、张希尧、张庆泰、阎宝航、韩乐然、陈先舟、徐仲航、于炳然、于毅夫等9人组成党组。主要出版物为1938年2月在武昌创办的《反攻》半月刊。武汉失守前，总会一分为三：
- 总会办公处（包括秘书处、宣传部）设在重庆，于毅夫负责；
- 高崇民带组织部、训练部、联络部到西安；
- 于炳然、刘丕光随国民政府军事委员会转移到衡阳。

各地分支组织：
- 济南山东分会：1937年8月于毅夫、张友渔、张克威创建。由于七七事变后，平津的青年学生与地下党员纷纷通过乘船至烟台，再转济南。该分会安置、介绍了大量来自平津的东北学生和青年到山西省的八路军随营学校、去延安和各地驻军的学兵队。
- 西安陕西分会：1938年夏由高崇民、陈先舟建立。安置、输送东北青年学生赴延安；救济东北军家属、子女的工作。参与西北“工合”办事处的工作。分会的中共支部书记张希尧，受八路军西安办事处周子健领导。1939年冬十二月事变期间，宪兵三团查封了西安分会，逮捕了高崇民。
- 神木县西北分会：1937年8月由栗又文、邹大鹏、关梦觉以马占山东北挺进军为基础建立。栗又文组建了挺进军地下党支部，帮助白乙化组织了“东北挺进支队”。
- 成都分会：于毅夫派遣刘玉皙（刘群）于1939年3月在成都青龙街十九号建立。刘玉皙任分会秘书,主持日常工作,并担任党小组长,直接受中共川康特委的领导。开牙科诊所的于浣非是分会宣传部主任。主要成员有华天民、文炽昌、于浣非、刘玉皙、孙中原、杨景福、苏汉寄。
- 深县冀中分会（华北分会）：1938年12月30日赵濯华、顾少雄、张昭创办。张昭任分会宣传部长。
- 衡阳东南分会：1938年秋于炳然创办。
- 昆明云南分会：负责人宁郁。
- 洛阳河南分会：
- 河南襄城通讯处：县长李峰（李烛天）创办。
- 河南洛阳通讯处
- 陕西宝鸡通讯处
- 延安通讯处：负责人刘澜波（当时在延安马列学院学习）
- 冀南通讯处
- 晋察冀军区通讯处

毛泽东在《论联合政府》中指出：“对于流亡到关内的东北人民，应当加紧团结他们，准备收复失地。”皖南事变后，中共干部撤回抗日根据地。周恩来、董必武也曾多次指出：只要“东北救亡总会”的牌子存在，蒋介石就难出卖东北，要以“东北救亡总会”这样的团体跟蒋介石作斗争。“东总”的工作由高崇民支撑，以王卓然为发行人的《反攻》半月刊仍坚持出版。1945年9月18日，《反攻》杂志出版最后一期，东总结束。

## 纪念
东北救亡总会会旗是张氏帅府博物馆暨辽宁近现代史博物馆馆藏国家一级文物，同时是救亡总会成立时的签到布。长130厘米，宽100厘米，白底蓝边，绘有辽宁、吉林、黑龙江、热河4省地图，与会268人签名并用指血写有“打回老家去”。会旗由高崇民珍藏，并遗留给长子中国人民解放军开国少将高存信。1986年由高存信的夫人白竟凡捐赠给辽宁近现代史博物馆。
东北救亡总会徽章是张氏帅府博物馆暨辽宁近现代史博物馆馆藏国家一级文物，为铜质、圆形、珐琅镶嵌。直径3厘米；上有“东北救亡总会”字样及白山黑水纹饰，背有刻有NO.38字样。